# Illuminamento
L'illuminamento è una grandezza fotometrica risultato del rapporto tra il flusso luminoso (misurato in lumen) emesso da una sorgente e la superficie dell'oggetto illuminato - è quindi riferita all'oggetto illuminato e non alla sorgente.
L'illuminamento è massimo quando la superficie è disposta perpendicolarmente ai raggi luminosi e diventa nullo quando i raggi sono paralleli alla superficie.
L'unità di misura dell'illuminamento è il lux, che corrisponde all'illuminamento prodotto su una superficie perpendicolare ai raggi da una sorgente posta a 1 metro di distanza e che abbia l'intensità luminosa di una candela. L'intensità luminosa {\displaystyle I} è invece il rapporto tra il flusso luminoso {\displaystyle \Phi } e l'angolo solido {\displaystyle \Omega } occupato dal fascio.

## Descrizione
In generale, l'illuminamento {\displaystyle E} prodotto da un fascio luminoso su una superficie di area {\displaystyle S} si definisce come il rapporto tra il flusso luminoso {\displaystyle \Phi } che viene intercettato dalla sezione e la sua area:
{\displaystyle E={\frac {\Phi }{S}}}
dove il flusso luminoso {\displaystyle \Phi } è in realtà una potenza, definita come il rapporto tra l'energia elettromagnetica {\displaystyle Q} emessa dalla sorgente nello spettro visibile ed il tempo. La grandezza {\displaystyle Q} è quella che viene chiamata comunemente quantità di luce emessa dalla sorgente e comprende soltanto l'energia emessa nella banda ottica - e pertanto visibile dall'occhio umano - escludendo la quantità di energia emessa nell'infrarosso o nell'ultravioletto o in altre bande. 
Per flusso luminoso intercettato dalla superficie si intende il flusso luminoso che si ottiene proiettando la sezione {\displaystyle S} su un piano perpendicolare alla direzione dei raggi di luce, la cui area {\displaystyle S_{n}} è di solito inferiore. Se {\displaystyle \alpha } è l'angolo che la direzione normale al piano della superficie forma con la direzione della luce incidente, {\displaystyle S_{n}=Scos\alpha }. Indicando con {\displaystyle \Omega } l'angolo solido occupato dal fascio di luce e con {\displaystyle r} la distanza della sezione dalla sorgente,
{\displaystyle S_{n}=\Omega r^{2}} e vale la legge di Lambert
{\displaystyle E={\frac {I\,\cos \alpha }{r^{2}}}}
che afferma che l'illuminamento su una superficie è inversamente proporzionale al quadrato della distanza dalla sorgente.
L'illuminamento è utilizzato nella progettazione illuminotecnica degli ambienti, nell'illuminazione naturale e artificiale degli ambienti, e nella normativa sulla salute e sicurezza nei luoghi di lavoro.
Viene utilizzato anche nel settore fotografico e cinematografico, in quanto consente di misurare la quantità di luce sugli oggetti e in scena - fattore decisivo per la riuscita qualità delle riprese.
Per misurare l'illuminamento si utilizza l'illuminometro (detto "luxmetro" se tarato in lux).
In fotografia si utilizza un illuminometro in grado di valutare l'illuminamento in rapporto al tempo di esposizione ed il tipo di pellicola, chiamato "esposimetro".